# Чон Сон Ён
Чон Сон Ён (кор. 정 선용, род. 11 марта 1971) — южнокорейская дзюдоистка лёгкой весовой категории, выступала за сборную Южной Кореи в конце 1980-х — середине 1990-х годов. Серебряный призёр летних Олимпийских игр в Атланте, обладательница серебряной и бронзовой медалей чемпионатов мира, чемпионка Азиатских игр, трёхкратная чемпионка Азии, победительница многих турниров национального и международного значения.

## Биография
Чон Сон Ён родилась 11 марта 1971 года. Впервые стала привлекаться в сборную Южной Кореи уже в возрасте четырнадцати лет, дебютировала на международной арене в сезоне 1985 года.
Первого серьёзного успеха на взрослом международном уровне добилась в 1988 году, когда попала в основной состав корейской национальной сборной и побывала на чемпионате Азии в Дамаске, откуда привезла награду бронзового достоинства, выигранную в лёгкой весовой категории. Участвовала в домашних Олимпийских играх 1988 года в Сеуле, хотя женское дзюдо было представлено здесь только лишь как показательный вид спорта, и в число призёров она всё равно не попала. Год спустя выступила на мировом первенстве в югославском Белграде, где тоже стала в лёгком весе бронзовой призёршей. Ещё через два года на азиатском первенстве в Осаке одолела всех своих соперниц в категории до 56 кг, в том числе японку Тиёри Татэно в финале, и завоевала тем самым золотую медаль.
Благодаря череде удачных выступлений Чон удостоилась права защищать честь страны на летних Олимпийских играх 1992 года в Барселоне — провела здесь всего лишь три поединка и во всех трёх потерпела поражение, в частности опять встречалась с Тиёри Татэно и на сей раз не смогла её побороть.
После барселонской Олимпиады Чон Сон Ён осталась в основном составе корейской национальной сборной и продолжила принимать участие в крупнейших международных турнирах. Так, в 1993 году она добавила в послужной список золотую медаль, выигранную на чемпионате Азии в Макао. В следующем сезоне отправилась представлять страну на Азиатских играх в Хиросиме и здесь так же была лучшей — в финале лёгкой весовой категории взяла верх над сильной японкой Норико Сугаварой. В 1995 году в третий раз подряд завоевала титул чемпионки Азии, выиграв соревнования в Нью-Дели (в финале поборола свою давнюю соперницу Тиёри Татэно), и удостоилась серебряной награды на чемпионате мира в Тибе, где в решающем поединке проиграла представительнице Кубы Дриулис Гонсалес.
Будучи в числе лидеров дзюдоистской команды Южной Кореи, благополучно прошла квалификацию на Олимпийские игры 1996 года в Атланте. Выиграла здесь первые три поединка, в том числе на стадии полуфиналов прошла испанку Исабель Фернандес. Тем не менее, в финале вновь встретилась с кубинкой Дриулис Гонсалес и вновь потерпела от неё поражение, получив таким образом серебряную олимпийскую медаль. Вскоре по окончании этих соревнований приняла решение завершить карьеру профессиональной спортсменки, уступив место в сборной молодым корейским дзюдоисткам.
Впоследствии работала учителем физкультуры в начальной школе.